# سيرجيو مورينو
سيرجيو مورينو لاعب كرة قدم بنمي، يلعب في خط الهجوم.
لعب سابقاً في نادي الكوكب ونادي الرياض .

## روابط خارجية
سيرجيو مورينو على موقع قاعدة بيانات كرة القدم.إي يو (الإنجليزية)
- سيرجيو مورينو على موقع ناشيونال فوتبول تيمز (الإنجليزية)
- سيرجيو مورينو على موقع Soccerbase.com (لاعب) (الإنجليزية)
- سيرجيو مورينو على موقع Soccerway.com (الإنجليزية)
- سيرجيو مورينو على موقع عالم كرة القدم.نت (الإنجليزية)